# نیکلاس کازان
نیکلاس کازان (انگلیسی: Nicholas Kazan؛ زادهٔ ۱۵ سپتامبر ۱۹۴۵) فیلم‌نامه‌نویس، تهیه‌کننده فیلم، کارگردان فیلم اهل ایالات متحده آمریکا است.
از فیلم‌هایی که وی در آن‌ها نقش داشته‌است، می‌توان به فرانسیس، از فاصله نزدیک، پتی هرست، برگشتن بخت، بزهکاران، متیلدا، میراث مالکوم، فروافتاده، مرد دویست‌ساله، کافی و حقیقت مطلق اشاره نمود.